# Cuphea brachiata
Cuphea brachiata är en fackelblomsväxtart som beskrevs av Carl Friedrich Philipp von Martius och Emil Bernhard Koehne. Cuphea brachiata ingår i släktet blossblommor, och familjen fackelblomsväxter. Inga underarter finns listade i Catalogue of Life.